# Буттура, Эжен-Фердинанд
Эжен-Фердинанд Буттура (1812–1852) был французским историческим пейзажистом.

## Биография
Сын поэта Антонио Буттуры. Родился в Париже в 1812 году. Он начал свое обучение в ателье Бертена, после чего учился в мастерской Поля Делароша. В 1837 году за картину «Аполлон, изобретающий семиструнную лиру» он получил Римскую премию в номинации «пейзаж». По возвращении из Рима в 1842 году он представил картину «Ущелье», а в 1848 году «Дафна и Хлоя у фонтана нимф», за каждую из которых он был награжден золотой медалью. Среди других известных работ — «Навсикая и Улисс», «Святой Иероним в пустыне» и «Вид Тиволи». Он также создал несколько небольших картин в стиле реалистической школы, таких, как «Кампо Вичино» (1845), по которой была создана литография Анастаси; «Храм Антонина и Фаустины» (1846 г.), «Вид на каскады Тиволи» и «Интерьер парка», которые по чёткости, резкости и обилию мелких деталей соперничали с фотографией. Он умер в Париже в 1852 году. 

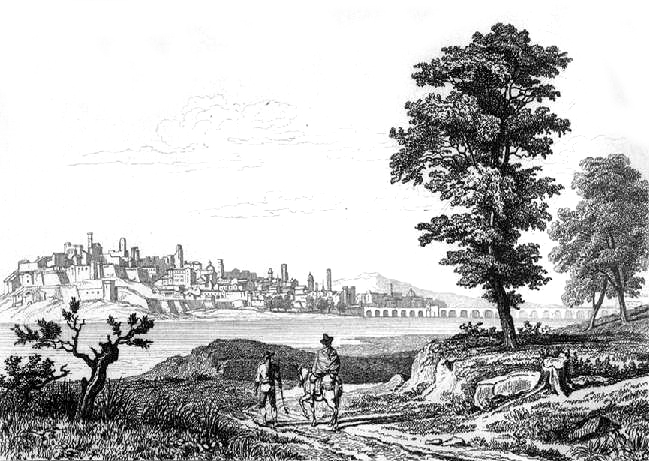
Вид на Бадахос с высоты Сан-Кристобаль.